# Liste der Schwimmeuroparekorde über 4 × 50 Meter Freistil
Die Schwimmeuroparekorde über 4 × 50 Meter Freistil sind die besten in der Schwimmdisziplin 4 × 50 m Freistil von Europäern geschwommenen Zeiten. Sie werden vom europäischen Schwimmverband LEN anerkannt. Europarekorde werden nur für Kurzbahnen (25 m) und getrennt für Männer und Frauen geführt. Im Folgenden wird die Europarekordentwicklung seit dem jeweils ersten anerkannten Europarekord aufgelistet.

## Kurzbahneuroparekorde Männer
| Nr. | Sportler                                                                   | Nation      | Zeit     | Datum             | Ort       |
| --- | -------------------------------------------------------------------------- | ----------- | -------- | ----------------- | --------- |
| 1   | Pär Lindström, Göran Titus, Joakim Holmquist, Peter Parklo                 | Schweden    | 01:27,94 | 21. November 1992 | Espoo     |
| 2   | Zsolt Hegmegi, Lars-Ove Jansson, Joakim Holmquist, Pär Lindström           | Schweden    | 01:27,62 | 3. Dezember 1994  | Stavanger |
| 3   | Mark Veens, Johan Kenkhuis, Stefan Aartsen, Pieter van den Hoogenband      | Niederlande | 01:26,99 | 12. Dezember 1998 | Sheffield |
| 4   | Denys Sylantjew, Oleksandr Wolynez, Oleh Lissohor, Wjatscheslaw Schyrschow | Ukraine     | 01:26,09 | 16. Dezember 2001 | Antwerpen |
| 5   | Mark Veens, Johan Kenkhuis, Gys Damen, Pieter van den Hoogenband           | Niederlande | 01:25,55 | 14. Dezember 2003 | Dublin    |
| 6   | Mark Veens, Mitja Zastrow, Gijs Damen, Johan Kenkhuis                      | Niederlande | 01:25,03 | 11. Dezember 2005 | Triest    |
| 7   | Stefan Nystrand, Petter Stymne, Marcus Piehl, Jonas Tilly                  | Schweden    | 01:24,89 | 10. Dezember 2006 | Helsinki  |
| 8   | Petter Stymne, Marcus Piehl, Per Nylin, Stefan Nystrand                    | Schweden    | 01:24,19 | 16. Dezember 2007 | Debrecen  |
| 9   | Alain Bernard, Fabien Gilot, Antoine Galavtine, Frédérick Bousquet         | Frankreich  | 01:22,38 | 14. Dezember 2008 | Rijeka    |
| 10  | Alain Bernard, Fabien Gilot, Amaury Leveaux, Frédérick Bousquet            | Frankreich  | 01:20,77 | 14. Dezember 2008 | Rijeka    |

(Diese Liste ist noch unvollständig)

## Kurzbahneuroparekorde Frauen
| Nr. | Sportler                                                                    | Nation      | Zeit     | Datum             | Ort           |
| --- | --------------------------------------------------------------------------- | ----------- | -------- | ----------------- | ------------- |
| 1   | Simone Osygus, Simone Hollemann, Jana Dittmann, Daniela Hunger              | Deutschland | 01:41,30 | 8. Dezember 1991  | Gelsenkirchen |
| 2   | Simone Osygus, Anette Hadding, Daniela Hunger, Franziska van Almsick        | Deutschland | 01:40,63 | 22. November 1992 | Espoo         |
| 3   | Simone Osygus, Katrin Meißner, Marianne Hinners, Sandra Völker              | Deutschland | 01:39,56 | 11. Dezember 1998 | Sheffield     |
| 4   | Johanna Sjöberg, Therese Alshammar, Anna-Karin Kammerling, Malin Svahnström | Schweden    | 01:38,45 | 10. Dezember 1999 | Lissabon      |
| 5   | Annica Löfstedt, Therese Alshammar, Johanna Sjöberg, Anna-Karin Kammerling  | Schweden    | 01:38,21 | 15. Dezember 2000 | Valencia      |
| 6   | Hinkelien Schreuder, Annabel Kosten, Chantal Groot, Marleen Veldhuis        | Niederlande | 01:37,52 | 12. Dezember 2003 | Dublin        |
| 7   | Hinkelien Schreuder, Inge Dekker, Chantal Groot, Marleen Veldhuis           | Niederlande | 01:36,27 | 9. Dezember 2005  | Triest        |
| 8   | Inge Dekker, Hinkelien Schreuder, Ranomi Kromowidjojo, Marleen Veldhuis     | Niederlande | 01:34,82 | 14. Dezember 2007 | Debrecen      |
| 9   | Hinkelien Schreuder, Inge Dekker, Ranomi Kromowidjojo, Marleen Veldhuis     | Niederlande | 01:33,80 | 12. Dezember 2008 | Rijeka        |
| 10  | Inge Dekker, Hinkelien Schreuder, Saskia de Jonge, Ranomi Kromowidjojo      | Niederlande | 01:33,25 | 11. Dezember 2009 | Istanbul      |
| 11  | Ranomi Kromowidjojo, Maaike de Waard, Kim Busch, Femke Heemskerk            | Niederlande | 01:32,50 | 12. Dezember 2020 | Eindhoven     |

(Diese Liste ist noch unvollständig)

## Kurzbahneuroparekorde Mixed
| Nr. | Sportler                                                                  | Nation      | Zeit     | Datum             | Ort        |
| --- | ------------------------------------------------------------------------- | ----------- | -------- | ----------------- | ---------- |
| 1   |                                                                           | Russland    | 01:33,01 | 13. Oktober 2013  |            |
| 2   |                                                                           | Frankreich  | 01:31,14 | 21. Oktober 2013  |            |
| 3   | Sergei Fessikow, Wladimir Morosow, Rosalija Nasretdinowa, Weronika Popowa | Russland    | 01:29,53 | 14. Dezember 2013 | Herning    |
| 4   | Jewgeni Sedow, Wladimir Morosow, Weronika Popowa, Rosalija Nasretdinowa   | Russland    | 01:29,13 | 6. Dezember 2014  | Doha       |
| 5   | Nyls Korstanje, Kyle Stolk, Ranomi Kromowidjojo, Femke Heemskerk          | Niederlande | 01:28,39 | 16. Dezember 2017 | Kopenhagen |
| 6   | Maxime Grousset, Florent Manaudou, Beryl Gastadello, Melanie Henique      | Frankreich  | 01:27,33 | 16. Dezember 2022 | Melbourne  |

(Diese Liste ist noch unvollständig)